# Богомолє
Богомолє (хорв. Bogomolje) — населений пункт у Хорватії, у Сплітсько-Далматинській жупанії у складі громади Сучурай.

## Населення
Населення за даними перепису 2011 року становило 100 осіб.
Динаміка чисельності населення поселення:

## Клімат
Середня річна температура становить 15,67 °C, середня максимальна – 28,09 °C, а середня мінімальна – 3,31 °C. Середня річна кількість опадів – 800 мм.
| Клімат поселення                              | Клімат поселення | Клімат поселення | Клімат поселення | Клімат поселення | Клімат поселення | Клімат поселення | Клімат поселення | Клімат поселення | Клімат поселення | Клімат поселення | Клімат поселення | Клімат поселення | Клімат поселення |
| Показник                                      | Січ.             | Лют.             | Бер.             | Квіт.            | Трав.            | Черв.            | Лип.             | Серп.            | Вер.             | Жовт.            | Лист.            | Груд.            |                  |
| Середній максимум, °C                         | 12,91            | 11,76            | 14,13            | 17,29            | 22,13            | 26,19            | 28,09            | 27,88            | 23,53            | 19,42            | 15,23            | 13,43            |                  |
| Середня температура, °C                       | 8,68             | 7,53             | 9,89             | 13,07            | 17,92            | 21,97            | 24,98            | 24,78            | 20,41            | 16,31            | 12,14            | 10,33            |                  |
| Середній мінімум, °C                          | 4,47             | 3,31             | 5,67             | 8,85             | 13,69            | 17,73            | 21,90            | 21,67            | 17,33            | 13,23            | 9,04             | 7,23             |                  |
| Норма опадів, мм                              | 82               | 68               | 71               | 65               | 51               | 42               | 28               | 45               | 65               | 90               | 103              | 90               |                  |
| Середньомісячна швидкість вітру, м/с          | 3.64             | 3.95             | 4.01             | 3.57             | 3.11             | 2.86             | 2.89             | 2.71             | 3.07             | 3.27             | 4.07             | 4.15             |                  |
| Середньомісячна сонячна радіація, кДж/м²·день | 5686             | 8459             | 12165            | 16573            | 20422            | 23368            | 24961            | 22114            | 16399            | 10703            | 6209             | 4802             |                  |
| --------------------------------------------- | ---------------- | ---------------- | ---------------- | ---------------- | ---------------- | ---------------- | ---------------- | ---------------- | ---------------- | ---------------- | ---------------- | ---------------- | ---------------- |
| Джерело:                                      |                  |                  |                  |                  |                  |                  |                  |                  |                  |                  |                  |                  |                  |